# The Shorts
A The Shorts egy holland popzenekar, mely 1976-ban alakult, és ért el nemzetközi sikert a Comment ça va című dallal. A dalt kezdetben a holland rádiók kezdték el játszani, holland nyelven, majd megjelent angol, francia, és német nyelven is. Magyarul is feldolgozták. A kislemezből a világon összesen 4 millió példány kelt el, és a legkelendőbb kislemez volt 1983-ban. Ezt a sikert máig nem sikerült felülmúlniuk. Csupán egyetlen albumuk jelent meg 1983-ban, illetve számos kislemezük, ami nem került albumra. Az együttes 1987-ben feloszlott.

## Tagjai
- Hans van Vondelen (ének)
- Hans Stokkermans (basszusgitár)
- Peter Wezenbeek (dob)
- Erik de Wildt (billentyűs hangszerek)

## Diszkográfia
| Albuminformációk - Holland Top 100                                               |
| -------------------------------------------------------------------------------- |
| Comment ça va - Megjelenés: 1983. szeptember 10. - Listás helyezés: #8 Hollandia |

| Kislemezek - Holland Top 40                                                         |
| ----------------------------------------------------------------------------------- |
| Don’t Wanna Do It - Megjelenés: 1981 - Listás helyezés: -                           |
| Comment ça va - Megjelenés: 1983. április 30. - Listás helyezés: #1 Hollandia       |
| Je suis, tu es - Megjelenés: 1983. augusztus 20. - Listás helyezés: #4 Hollandia    |
| Annabelle - Megjelenés: 1983. november 26. - Listás helyezés: #9 Hollandia          |
| Helemaal Te Gek - Megjelenés: 1984. április 30. - Listás helyezés: #9 Hollandia     |
| Door De Bocht - Megjelenés: 1985. május 25. - Listás helyezés: #4 Hollandia         |
| Ze Was Zo Mooi - Megjelenés: 1985. október 26. - Listás helyezés: #16 Hollandia     |
| Christmas-Eve - Megjelenés: 1985 - Listás helyezés: -                               |
| Maar Toen Kwam Jij - Megjelenés: 1986. október 11. - Listás helyezés: #26 Hollandia |
| M’n Laatste Concert - Megjelenés: 1987 - Listás helyezés: -                         |

## A zenekar tagjai manapság
Hans van Vondelen a Fendal Sound Stúdió tulajdonosa, míg Peter Wezenbeek a JP Audio Visueel BV és a Droomtent Stúdióban dolgozik. Hans Stokkermans nyomozóként dolgozik, valamint zenészként basszusgitáron játszik. Erik de Wildt gyógyszertár tulajdonos.